# Sandownia harrisi
La sandownia (Sandownia harrisi) è un rettile estinto, appartenente alle tartarughe. Visse nel Cretaceo inferiore (Aptiano, circa 118 milioni di anni fa) e i suoi resti fossili sono stati ritrovati in Inghilterra.

## Descrizione
Questo animale è noto principalmente per resti cranici, che denotano un'insolita anatomia. Il cranio di Sandownia era dotato di uno dei più grandi palati secondari noti in una tartaruga; è probabile che questa struttura fosse associata allo sviluppo di un'ampia superficie frantumante. Si suppone che Sandownia fosse un animale simile alle attuali tartarughe marine, e che fosse dotato di zampe simili a pagaie.

## Classificazione
Sandownia venne descritto per la prima volta nel 2000, sulla base di fossili ritrovati in strati dell'Aptiano dell'Isola di Wight. Gli autori della prima descrizione identificarono i resti come quelli di un trionicoideo basale, ma altre ricerche lo hanno classificato come un eucriptodiro ancestrale aberrante (Joyce, 2007; Anquetin, 2009). Altri studi ritengono che Sandownia fosse un membro di un clade di tartarughe mesozoiche note come Angolachelonia, forse affine all'antica Solnhofia del Giurassico (Mateus et al., 2009). La mancanza di un epipterigoide indicherebbe che Sandownia sia più derivato rispetto ad Angolachelys. La scoperta di Brachyopsemys, una tartaruga affine a Sandownia proveniente dal Paleocene del Marocco, inoltre, ha portato all'istituzione di una nuova famiglia di eucriptodiri, Sandownidae (Tong e Meylan, 2013).